# 郭九有
郭九有（16世紀—17世紀），字伯一，號象蒙，陕西西安府泾阳县人，明朝政治人物。同进士出身。

## 生平
六月初二日生，治诗经。萬曆十六年（1588年）戊子科陕西乡试第二名举人，二十三年（1595年）乙未科會試第一百五十六名，廷試三甲第一百七十七名进士，刑部觀政，二十四年十月授官山西猗氏县知县。

## 家族
曾祖郭纪。祖父郭舟，贈主事。父郭郛，號蒙泉，四川馬湖府知府。前母楊氏，贈安人；母李氏，封安人、加封恭人。具庆下。娶雲氏，贈孺人；继娶杜氏，封孺人。子郭保身。